# OnePlus 2
Das OnePlus 2 (auch OnePlus Two; abgekürzt OP2) ist ein von OnePlus hergestelltes Smartphone. Es wurde am 28. Juli 2015 als Nachfolger des OnePlus One vorgestellt. OnePlus gab die Möglichkeit, über eine parallel veröffentlichte App die Vorstellung mit einem VR-Headset anzusehen. Im Juni 2016 wurde das Nachfolgermodell OnePlus 3 vorgestellt.

## Vertrieb
Das Gerät kann nur über die unternehmenseigene Webseite erworben werden. Seit dem 5. Dezember 2015 ist das Handy ohne eine Einladung (Invite) erhältlich. Zuvor konnte das OnePlus 2 nur mittels Einladung, die drei Tage lang gültig war, erworben werden. Am 12. Oktober 2015 konnte das OnePlus 2 für eine Stunde ohne Einladungen gekauft werden.
Technikblogs und Nachrichtenportale kritisierten das Einladungssystem, das bereits beim Vorgänger zum Einsatz kam, da es viele potentielle Käufer abhalte und umständlich sei.

## Design
Optisch unterscheidet sich das OnePlus 2 von seinem Vorgänger, dem OnePlus One, hauptsächlich durch den Home-Button, der einen Fingerabdruckscanner beinhaltet. Der Rahmen ist aus Aluminium gefertigt, die Rückseite ist wie beim Vorgänger in schwarzem „Sandstein“-Stil gehalten und lässt sich durch verschiedene, separat erhältliche Backcover austauschen, darunter eins aus Rosenholz, Bambus und DuPont Kevlar.
Die Anschalt-Taste und Lautstärkewippe befinden sich rechts, an der linken Seite des Rahmens ist ein Stummschalter, der sogenannte „Alert-Slider“, der aus 3 Stufen besteht.

## Technik

### Hardware
Das OnePlus 2 besitzt einen 5,5 Zoll großen durch Gorilla Glass geschützten IPS-LCD-Bildschirm mit einer Auflösung von 1920 × 1080 Pixeln.
Der System-on-a-Chip ist ein Snapdragon 810 mit acht Kernen vom Hersteller Qualcomm, der um Hitzeprobleme zu vermeiden auf 1,8 GHz heruntergetaktet wurde.
In dem Smartphone befindet sich ein Fingerabdruckscanner, welcher optional auch als Home-Taste festgelegt werden kann.
Es gibt zwei Versionen des OnePlus 2: Die weiße Version hat 16 GB internen Speicher und 3 GB LPDDR4 RAM.
Die Sandstone Black-Version mit 64 GB internen Speicher hat 4 GB RAM.
Das OP2 ist Dual-SIM-fähig und besitzt einen USB Typ C-Anschluss.
Im Gegensatz zum OnePlus One, welches als ein Modell weltweit verkauft wurde, werden in verschiedenen Regionen unterschiedliche Modelle des OP2 verkauft. Folglich kann LTE aufgrund unterschiedlicher LTE-Standards nur in der Region verwendet werden, wo es gekauft wurde.
Fehlende Funktionen wie NFC und Schnellladen, welches die Konkurrenzprodukte wie das Samsung Galaxy S6 oder LG G4 unterstützen, wurden in den Medien diskutiert.
Der 3.300 mAh-Lithium-Polymer-Akku verbirgt sich hinter einer Abdeckung, die man nach Lösen von 18 winzigen Schrauben abheben kann. Der Akku kann dann entnommen und durch einen frischen ersetzt werden. Jedoch erlischt dabei die Herstellergarantie.

### Software
Das OnePlus 2 wird mit OxygenOS 2.0 (basierend auf Android 5.1.1), einem von OnePlus entwickelten Android-Derivat, ausgeliefert. Ein Update auf OxygenOS 3, basierend auf Android 6.0.1, wurde im Mai 2016 an die Nutzer verteilt.